# Hedwig Hübsch

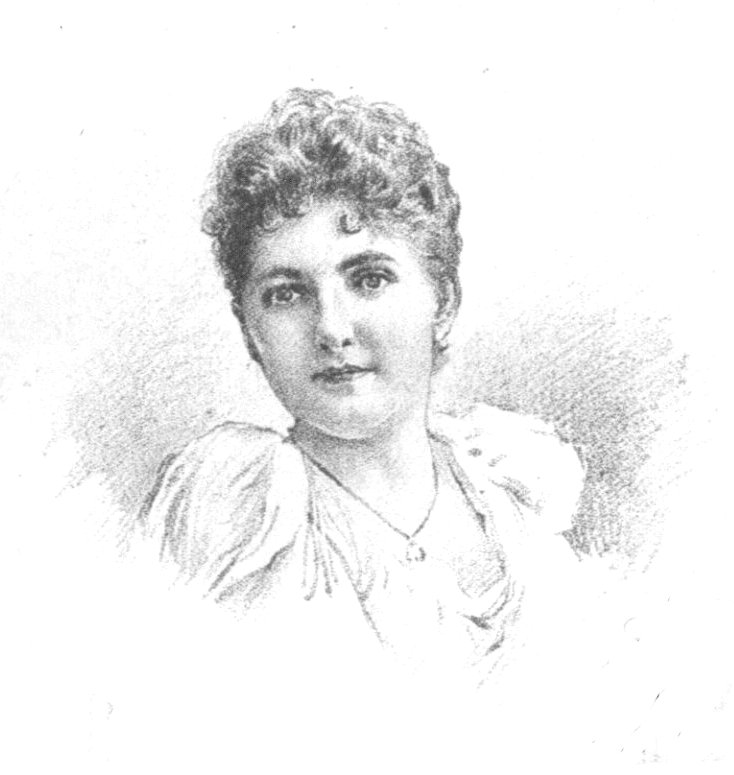
Hedwig Hübsch, 1901

Hedwig Hübsch (vor 1896 – nach 1908) war eine Opernsängerin (Sopran).

## Leben
Hübsch erhielt ihre Ausbildung bei Louise Dustmann in Wien. Nach Absolvierung der Konservatoriums fand sie Engagement in Danzig, wo ihr Talent entschiedenste Förderung erfuhr. Dann kam sie 1896 ans Hoftheater in Mannheim und ging 1899 von dort nach Düsseldorf. Danach wirkte sie bis mindestens 1902 als erste Opernsoubrette am Theater des Westens in Berlin. 1904 sag sie im Residenz-Theater in Kassel. 1908 wurde sie noch als Sängerin am Herzöglichen Hof-Theater in Braunschweig geführt.
„Ännchen“, „Zerline“, „Mignon“, „Madelaine“ (Postillon) etc. zählten zu ihren beliebtesten Partien. Man lobte ihren reinen Tonansatz, die Frische und den Schmelz der Stimme, die deutliche, verständliche Textaussprache und den angenehmen Vortrag.